# Blaia (Tarn)
Blaia de las Minas (en francès Blaye-les-Mines) és un municipi francès situat al departament del Tarn i a la regió d'Occitània. Limita amb els municipis de Carmauç, La Bastida Gavaussa, Lo Garric, Tais i Sant Benesech de Carmauç.

## Demografia
| 1962                                       | 1968  | 1975  | 1982  | 1990  | 1999  | 2006  |
| ------------------------------------------ | ----- | ----- | ----- | ----- | ----- | ----- |
| 5.154                                      | 5.226 | 4.563 | 3.919 | 3.227 | 2.994 | 3.058 |
| Des de 1962: població sense dobles comptes |       |       |       |       |       |       |

## Administració
| Període   | Identitat        | Partit |
| --------- | ---------------- | ------ |
| 1965-1971 | Robert Garric    |        |
| 1971-1989 | Jean Coutouly    | PCF    |
| 1989-2001 | Guy-Pierre Fabre | PS     |
| 2001-     | André Fabre      | PS     |